# Sadleria hillebrandii
Sadleria hillebrandii là một loài dương xỉ trong họ Blechnaceae. Loài này được W.J. Rob. mô tả khoa học đầu tiên năm 1913.